# Neurigona ciliata
Neurigona ciliata är en tvåvingeart som beskrevs av Van Duzee 1913. Neurigona ciliata ingår i släktet Neurigona och familjen styltflugor.
Artens utbredningsområde är Washington. Inga underarter finns listade i Catalogue of Life.